# Ghost in the Shell (2017)
Ghost in the Shell is een Amerikaanse sciencefiction-actiefilm uit 2017, geregisseerd door Rupert Sanders. De film is gebaseerd op de Japanse manga en anime met dezelfde naam van Masamune Shirow.

## Verhaal
In de nabije toekomst worden menselijke lichaamdelen ingezet voor technologische doeleinden. Bij een onherstelbaar lichaam van een vrouw worden haar hersenen gebruikt om er een cyborg mee te creëren, waarmee vervolgens de misdaad bestreden kan worden. De cyborg met de naam Major heeft de leiding over Sectie 9, een politie-eenheid. Deze eenheid bestrijdt de gevaarlijkste criminelen. Als Major achter de levensgevaarlijke computerhacker Hideo Kuzen aan zit, komen er weggeprogrammeerde herinneringen van haar vroegere leven naar boven. Dit roept vragen bij haar op over haar eigen identiteit en ze vermoedt dat ze meer moet zijn dan slechts 'een geest in een omhulsel'.

## Rolverdeling
- Scarlett Johansson als Majoor Mira Killian / Motoko Kusanagi
  - Kaori Yamamoto als jonge Motoko
- Pilou Asbæk als Batou
- Takeshi Kitano als Aramaki
- Juliette Binoche als Dr. Ouelet
- Michael Pitt als Hideo / Kuze
  - Andrew Morris als jonge Hideo
- Chin Han als Togusa
- Peter Ferdinando als Cutter
- Kaori Momoi als Motoko's moeder
- Lasarus Ratuere als Carlos Ishikawa
- Danusia Samal als Ladriya
- Anamaria Marinca als Dr. Dahlin
- Rila Fukushima als Rood geklede geisha

## Achtergrond

### Productie
De manga Ghost in the Shell van Masamune Shirow uit 1989 werd eerder als animatie verfilmd in 1995 als Ghost in the Shell met een vervolg Ghost in the Shell 2: Innocence uit 2004 waarvan DreamWorks met Go Fish Pictures de distributeur was. In 2008 werd aangekondigd dat DreamWorks de rechten had verworven om een live-actionfilm te maken van de oorspronkelijke manga. Op 24 januari 2014 werd bekendgemaakt dat Rupert Sanders de film zal regisseren en William Wheeler het scenario zal schrijven. De opnames begonnen op 1 februari 2016 in Wellington in Nieuw-Zeeland.

### Ontvangst en opbrengst
De film werd verdeeld ontvangen op de beoordeling-site Rotten Tomatoes waar het 46% goede reviews ontving, gebaseerd op 197 beoordelingen. Op Metacritic werd de film beoordeeld met een metascore van 52/100 gebaseerd op 42 critici. De opbrengst van de film in het openingsweekend in de Verenigde Staten bedroeg $ 18.676.033.